# Airavatesvara-Tempel

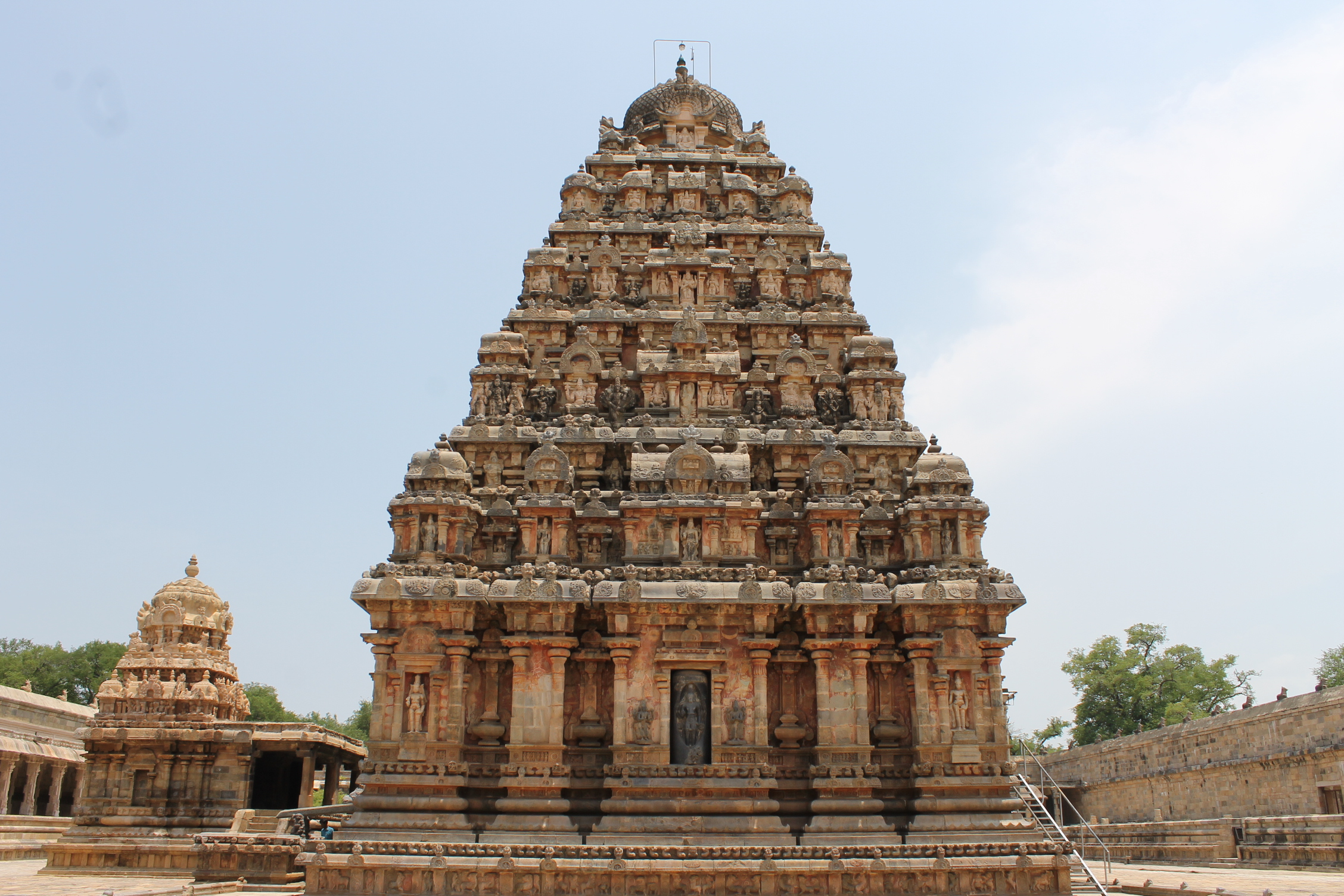
Der Airavatesvara-Tempel von Darasuram

Der Airavatesvara-Tempel von Darasuram ist eines der großen Bauwerke des Chola-Reiches im Dravida-Stil, entstanden in der Mitte des 12. Jahrhunderts. Das Heiligtum ist dem Gott Shiva geweiht, nach dem Elefantengott Airavata benannt und weist eine quadratische 24 Meter hohe Vimana auf. Besonders das nach Süden vorgelagerte Mandapa des Tempels zeugt vom hohen Können der Architektur und Steinmetzkunst während des Mittelalters in Südindien.
Der Tempel wurde im Jahr 2004 in die Liste des Weltkulturerbe der UNESCO aufgenommen. Die Liste der großen lebenden Chola-Tempel umfasst auch den nahe gelegenen Brihadisvara-Tempel in Thanjavur und den Gangaikonda-Tempel in Cholapuram. Alle drei Tempel wurden zwischen dem 10. und 12. Jahrhundert von den Cholas erbaut und haben grundsätzlich die gleiche Bauordnung. Während sich die Tempel in Thanjavur und in Cholapuram sehr gleichen, ist der wesentlich kleinere Airavatesvara-Tempel genialer in seiner Komplexität und besticht mit seinem detailreichen Skulpturenschmuck.

## Entstehung
Rajendra I. verlegte die Hauptstadt um 1040 von Thanjavur nach Cholapuram (Gangapuri). Darasuram liegt in der früheren Region Palaiyarai, eine Hauptstadt der Chola-Herrschaft, etwa 5 km südwestlich von Kumbakonam. Hier wurde der Airavatesvara-Tempel – damals Rajarajesvaram genannt – unter dem König Rajaraja II. (Regierungszeit 1146–1172) errichtet. Im letzten Viertel des 12. Jahrhunderts verlegte der Chola-Herrscher Kulothunga III. (reg. 1179–1216) die Hauptstadt des Reiches dann nach Tirubuvanam.
Der Airavatesvara-Tempel verfügt über einen Teich, gespeist mit Wasser aus einem angeschlossenen Kanal, der mit Süßwasser aus dem Fluss Kaveri versorgt wird.
Zur Namensgebung und Entstehung der Tempelanlage gibt es eine Legende. Darin erhielt der Weise Durvasas von der Göttin Lakshmi eine besondere Girlande, welcher dieser dem Gott Indra überreichte. Indra konnte mit dem Geschenk wenig anfangen und legte sie auf den Kopf von Airavata, seinem weißen Elefanten. Airavata warf die Girlande aber auf den Boden und zertrampelte sie. Durvasas wurde über das dreiste Verhalten von Indra sehr wütend und verfluchte ihn. Er verfluchte auch Airavata, worauf er seinen reinweißen Teint verlor. Durch einen Hilferuf an Shiva und ein Bad im Weihwasser seines Tempels konnte er aber seinen Glanz wieder erlangen.
Eine andere Überlieferung besagt, dass die Gottheit Airavatesvara hier Yama (Todesgott) heilte, der unter dem Fluch eines Rishi an einem brennenden Gefühl und Verbrennungen am ganzen Körper litt. Yama nahm ein Bad im Tempelbezirk und wurde von seinen Schmerzen befreit. Der Elefant Airavata gab dem Tempel seinen Namen, der Tempelteich wurde nach der Heilung von Yama Yamatertham genannt und als geweihter Kurort bekannt. Die Hindu-Pilger legen auch heute Wert darauf, im Teich zu baden, und erwarten sich Linderung ihrer Krankheiten.

## Architektur

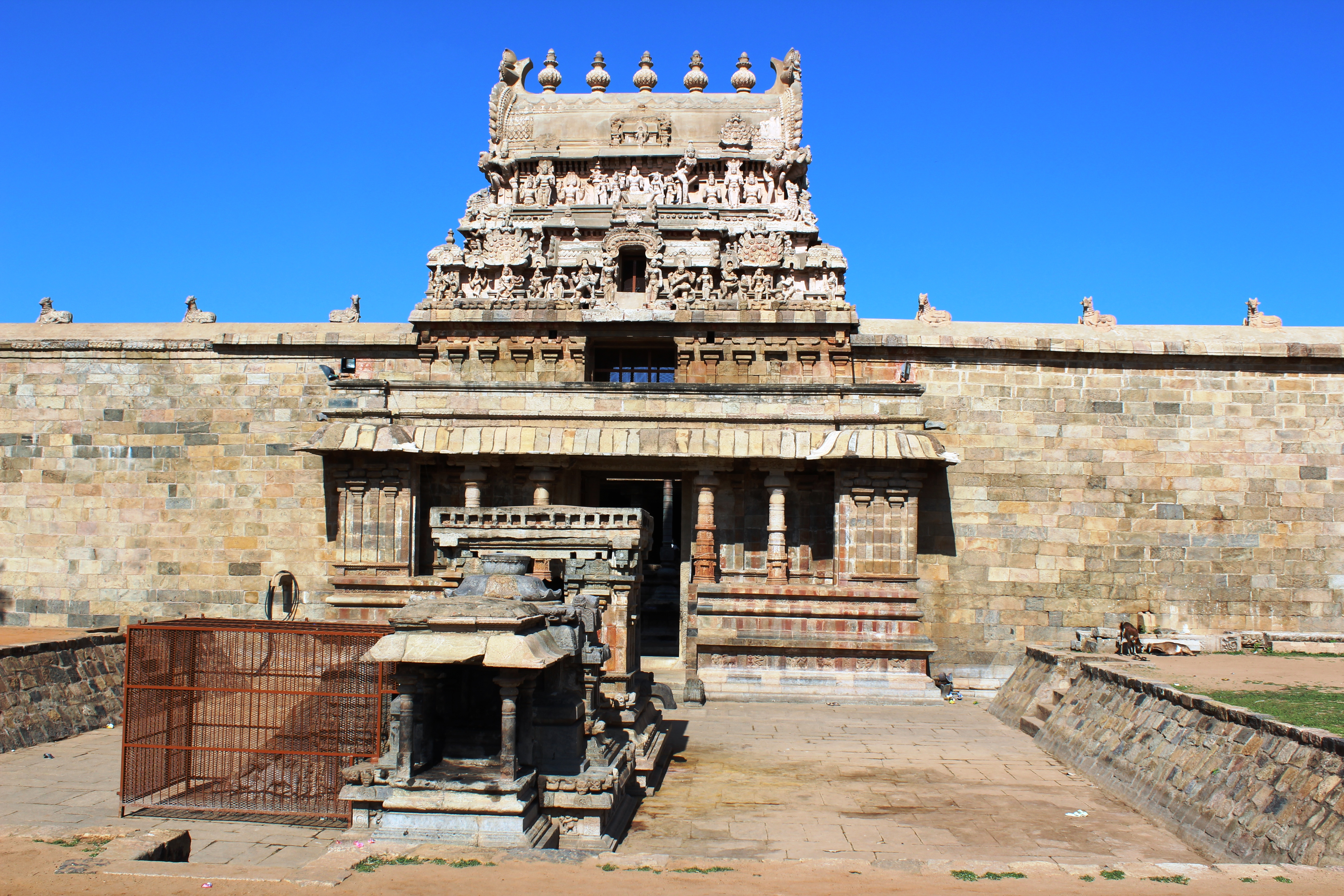
Nandi-Schrein und Eingangs-Gopuram

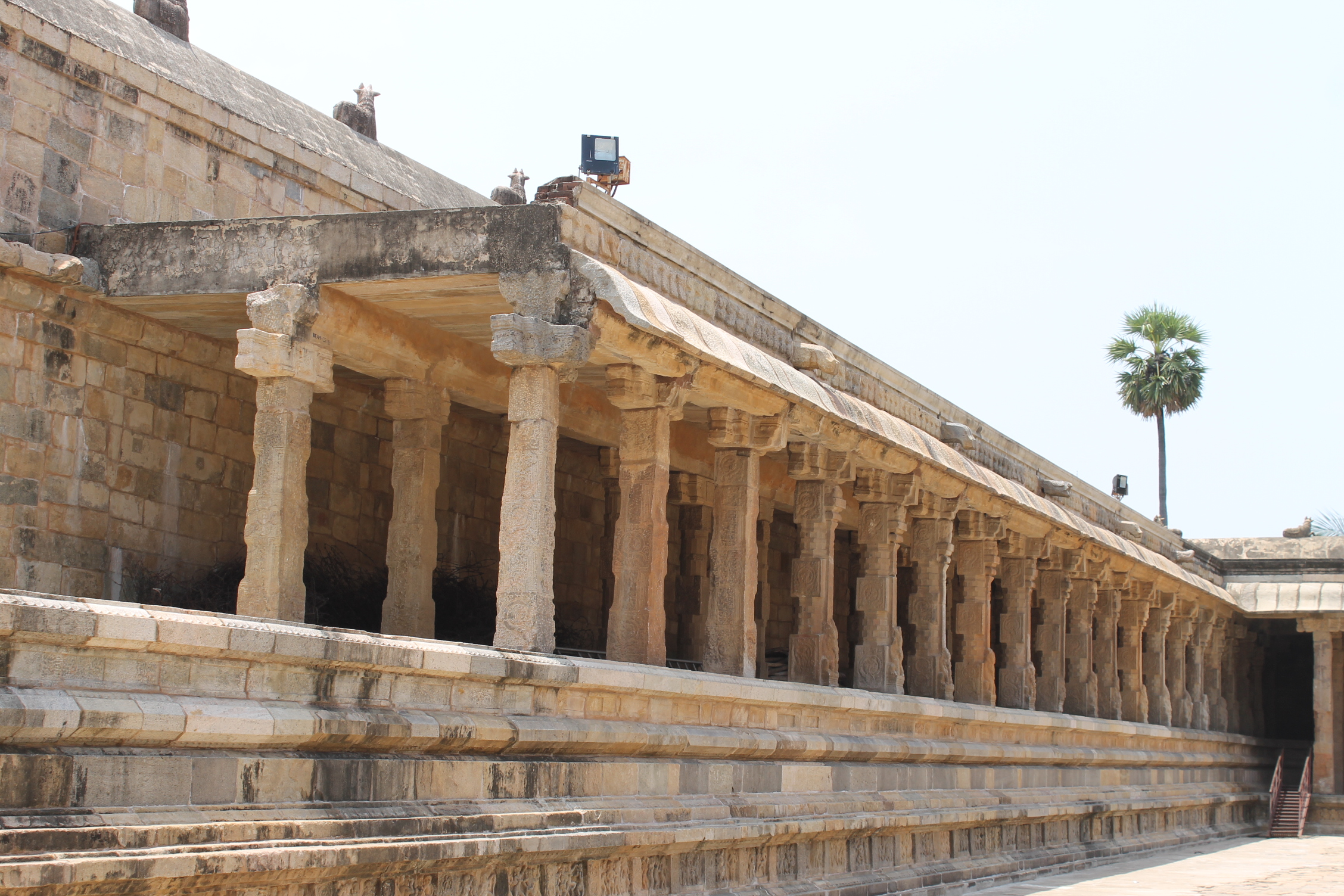
Wandelhalle an der Umfassungsmauer

Eine etwa 10 Meter hohe Mauer mit einer Reihe Stierfiguren umgibt den Tempel, nur am Eingang unterbrochen durch den Portikus und den darauf folgenden gopura. Eine 3,66 Meter breite mit doppelreihigen Säulenhallen an allen vier Ecken umschließt den Innenhof. Die in Abständen angebrachten Wasserauslässe verraten, dass der Innenhof auch als Teich dienen kann, der im Frühling und im Sommer eine kühlende Wirkung entfaltet.
Der Areal des Tempelbezirks war früher viel größer als heute, man erkennt dies an den Resten mehrerer zerstörter Tempel außerhalb der Mauer. Die Tempelarchitektur befindet sich in einem guten Zustand, obwohl außerhalb der Mauer der zweite große Eingangs-Gopuram bei früheren Kriegen zerstört wurde. Auch der Hof mit dem Hauptheiligtum und den dazugehörigen Heiligtümer sind gut erhalten geblieben, trotzdem gibt es auch viele Figuren, die im Laufe der Zeit erheblich beschädigt wurden.
Vor dem Eingang in den Tempel steht auf einem tieferen Terrain ein Nandi-Pavillon, das nach Regenfall bis zum Sockelansatz unter Wasser steht. Das Pavillon und das Stambha-Mandapa sind auf der Ost-West-Achse des Haupttempels ausgerichtet, der vordere ist in drei Stufen in Form einer Leiter zu erreichen. Die Legende besagt das die steinernen Stufen beim Klopfen unterschiedliche Musikklänge erzeugen. Alle sieben swara Klänge können von verschiedenen Stellen erreicht werden. Es war zu befürchten, dass die umliegenden Dorfkinder die Stufen immer mehr beschädigen, daher wurden diese Teile komplett mit Metallgittern abgegrenzt, um sie vor dem Verfall zu bewahren. Inzwischen hat Archaeological Survey of India weitere Schritte unternommen, um den Tempel zu sichern und von Touristen und lokalen Dorfbewohnern zu schützen. Der Zutritt zu den von Touristen wenig überlaufenen Heiligtum ist nur ohne Schuhe gestattet.

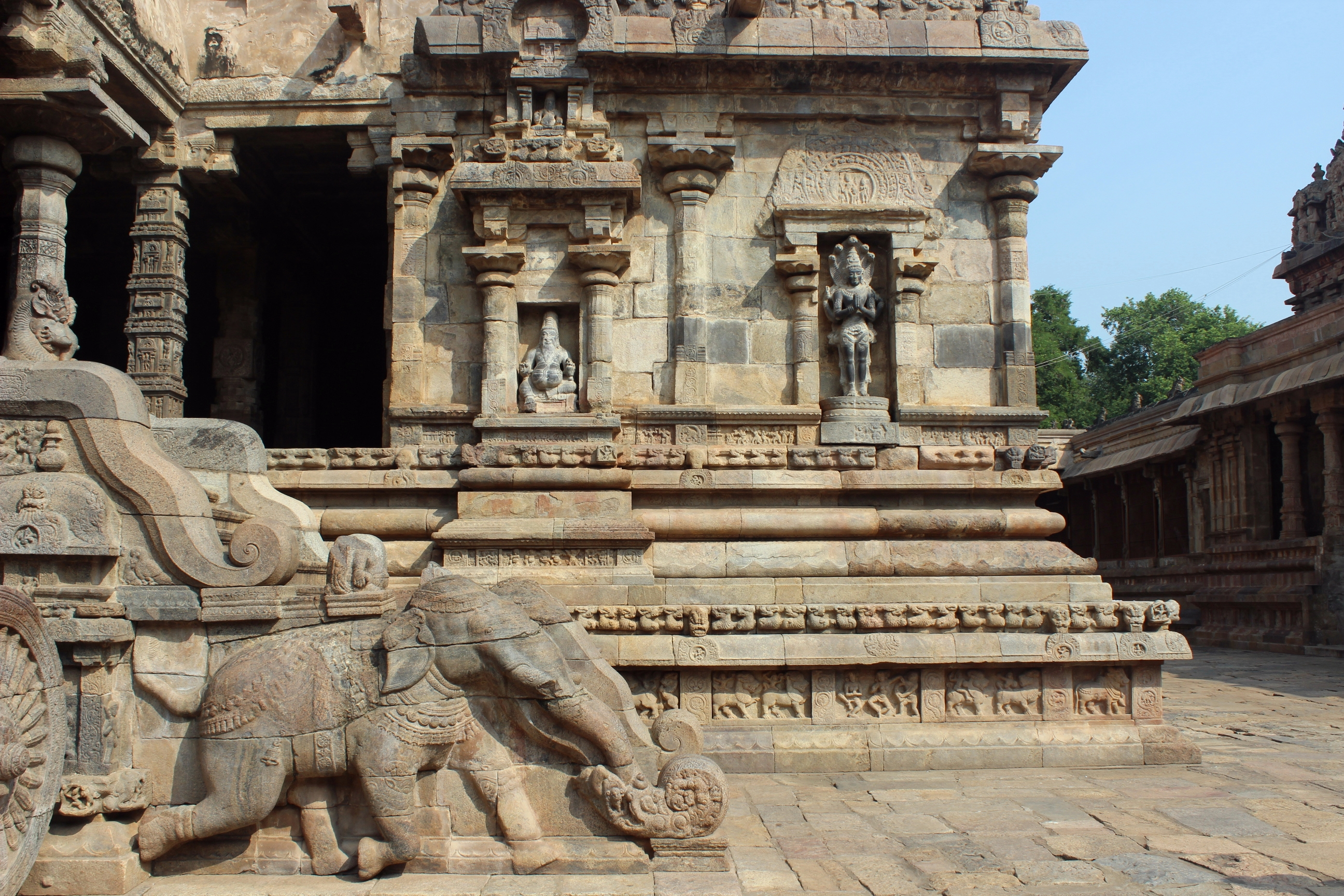
Langgezogene Haupthalle (Maha-Mandapa) auf hohem Sockel

Der Innenhof ist in einer Struktur von sechs Quadraten mit einer Seitenlänge von 35 Metern angelegt, was einer Gesamtgröße von etwa 107 Metern mal 70 Metern entspricht.
Am Eingang führt eine langgezogene Haupthalle (Maha-Mandapa) in das Innere des Tempels. Sie thront auf einem hohen Sockel, ein rechteckiger Bau mit etwa 24 × 18 Meter Seitenlänge mit sechs Reihen an Säulen. Auf beiden Seiten des Eingangs befinden sich kleine Balustraden, welche die Stufen flankieren, ausgestattet mit schönen Makara-Dekorationen.

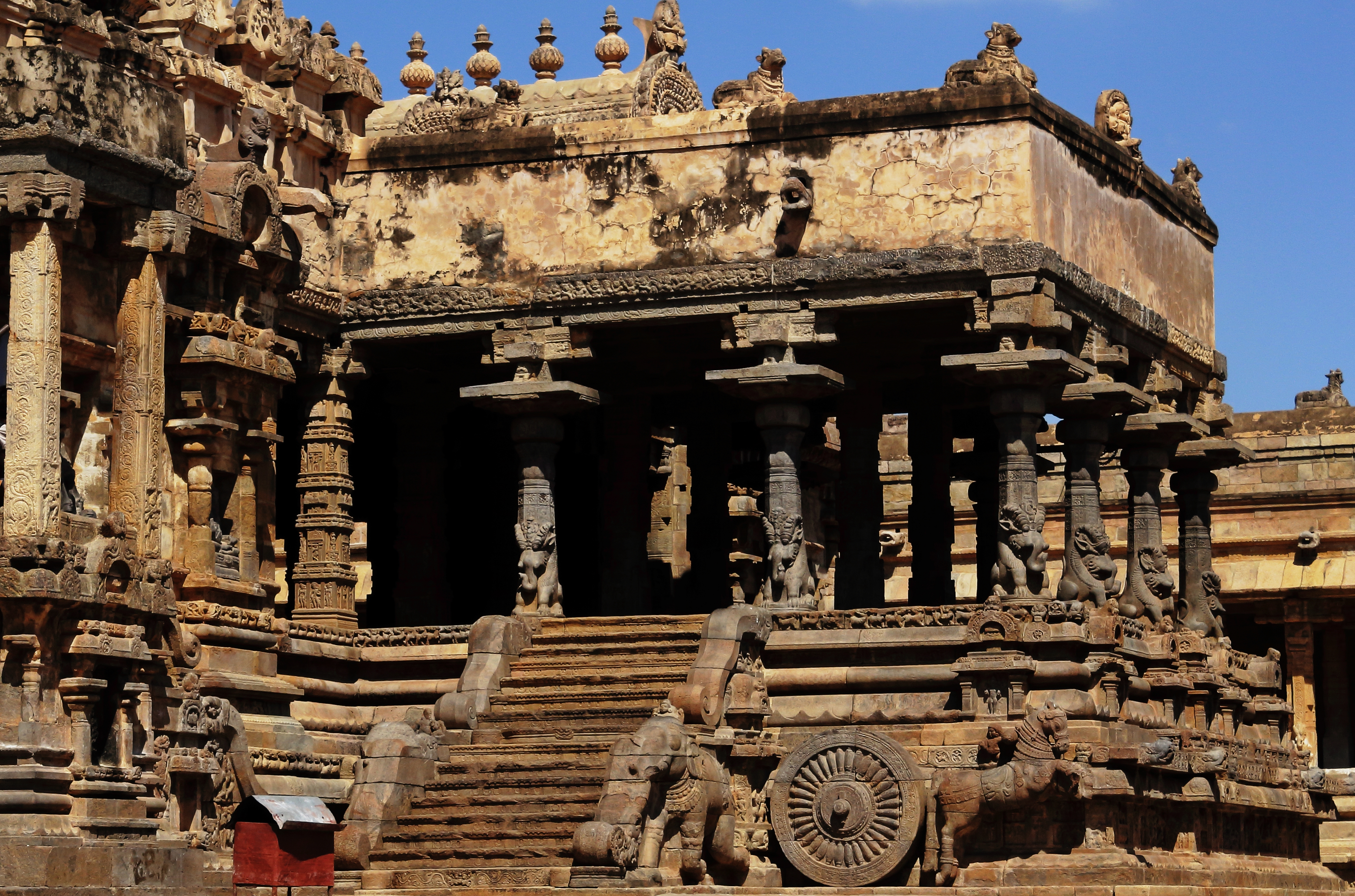
Die Ratha-Veranda

Links ragt eine offene steinerne Veranda vor, dieser Mandapa, Rajagambhiram Thirumandapam genannt, ist der eindrucksvollste Bestandteil des Tempels. Er ist an den Haupttempel wie ein Tempelwagen (Ratha) auf steinernen Rädern angebaut, deren Treppenaufgänge durch Elefanten bewacht werden. Die Außenseiten der Stufen dieser Balustrade sind meisterhaft gearbeitet: aus einem langen, sich kräuselnden Stamm kommt ein Löwenkopf hervor; ein ähnliches Design läuft parallel nach unten als Elefantenrüssel aus. Die Elefanten-yali ist reich verziert, eines der Makara, trägt Sankha- und Padma-Nidhis, dessen geblümter Schwanz eingerollt ist, um das komplexe Design auszugleichen.

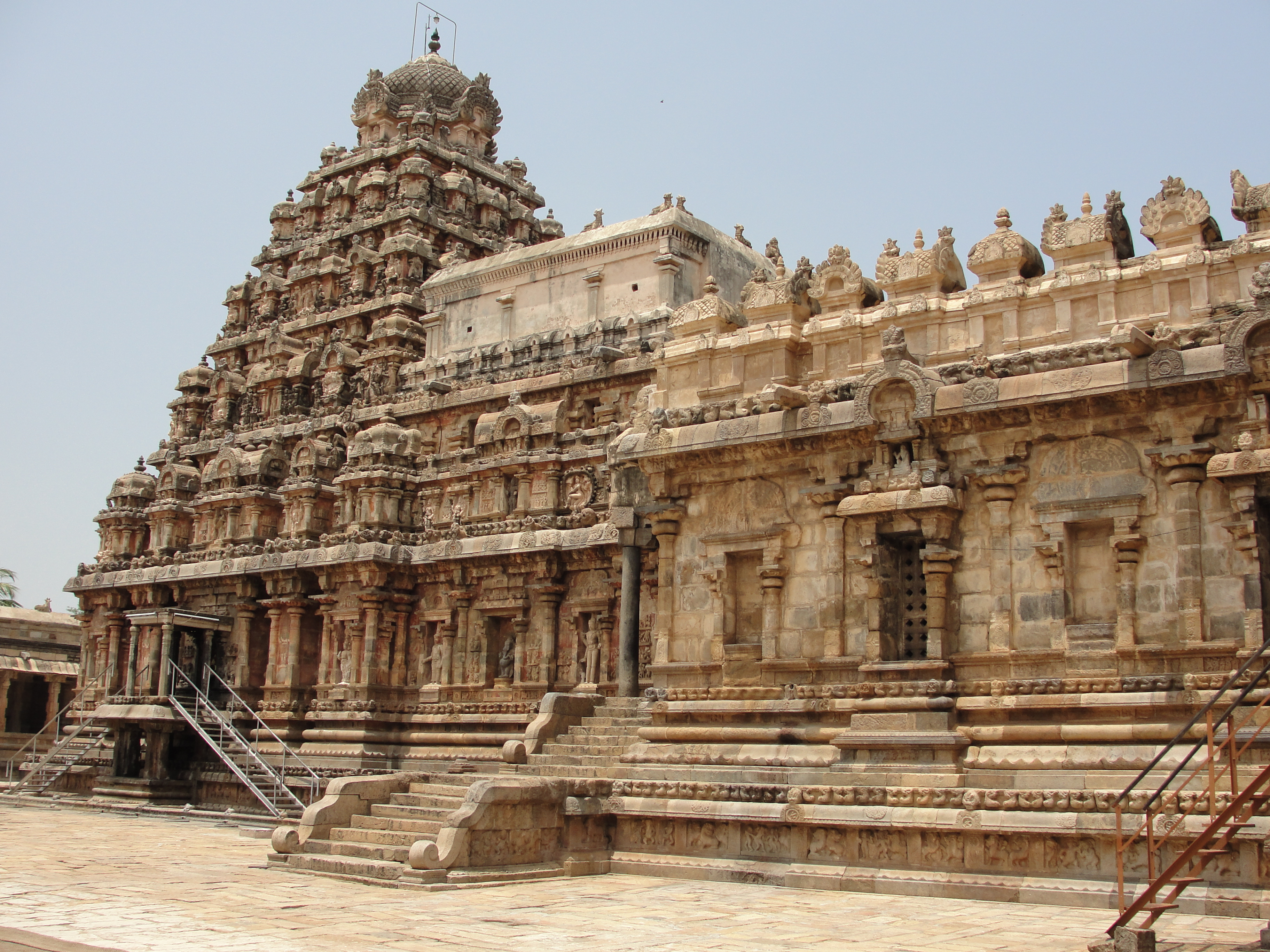
Der südliche Komplex des Tempels

Die inneren Säulen sind mit Lotus-Muster dekoriert, an dem mit Granitplatten gepflasterten Boden sitzen eine Reihe von Nandis, die aber größtenteils verstümmelt sind. Es gibt Nischen mit Devi-Darstellungen in Anbetung darstellend auf der einen Seite und sitzende Sarasvati oder Kannappa-Darstellungen auf der anderen. Die Säulen der Ardha-Mandapa haben wunderschöne Muster an dekorativen Schlingpflanzen und kreisförmige Medaillons, die tanzende Figuren in verschiedenen Posen enthalten. Zur Darstellung gelangen Musiker und auch Formen von Gottheiten wie Gangadhara und Tripurantaka. Diese Elemente schmücken auch die Nischen- und die Seiten anderer Säulen. Auch dort, wo die Säulen rein dekorative Muster haben, werden solche Figuren, meist in Tanzposen oder auf Musikinstrumenten spielend, geschickt in Szene gesetzt. Alles wird abgestimmt auf die in der Chola-Zeit gelebten natyasastra Lehren des von Bharat und Nandikesvara festgelegten Tanzkultes.
Durch die Mandapas hindurch gehend, gelangt man zum Allerheiligsten dem Garbhagriha, in dem die Hauptgottheit untergebracht ist. Der Vimana des Tempels hat ein quadratischer Grundriss von 12 Meter mit dicken Mauern, auf dem der Turmbau bis zu einer Höhe von 24 Meter aufragt.

## Nebenbauten

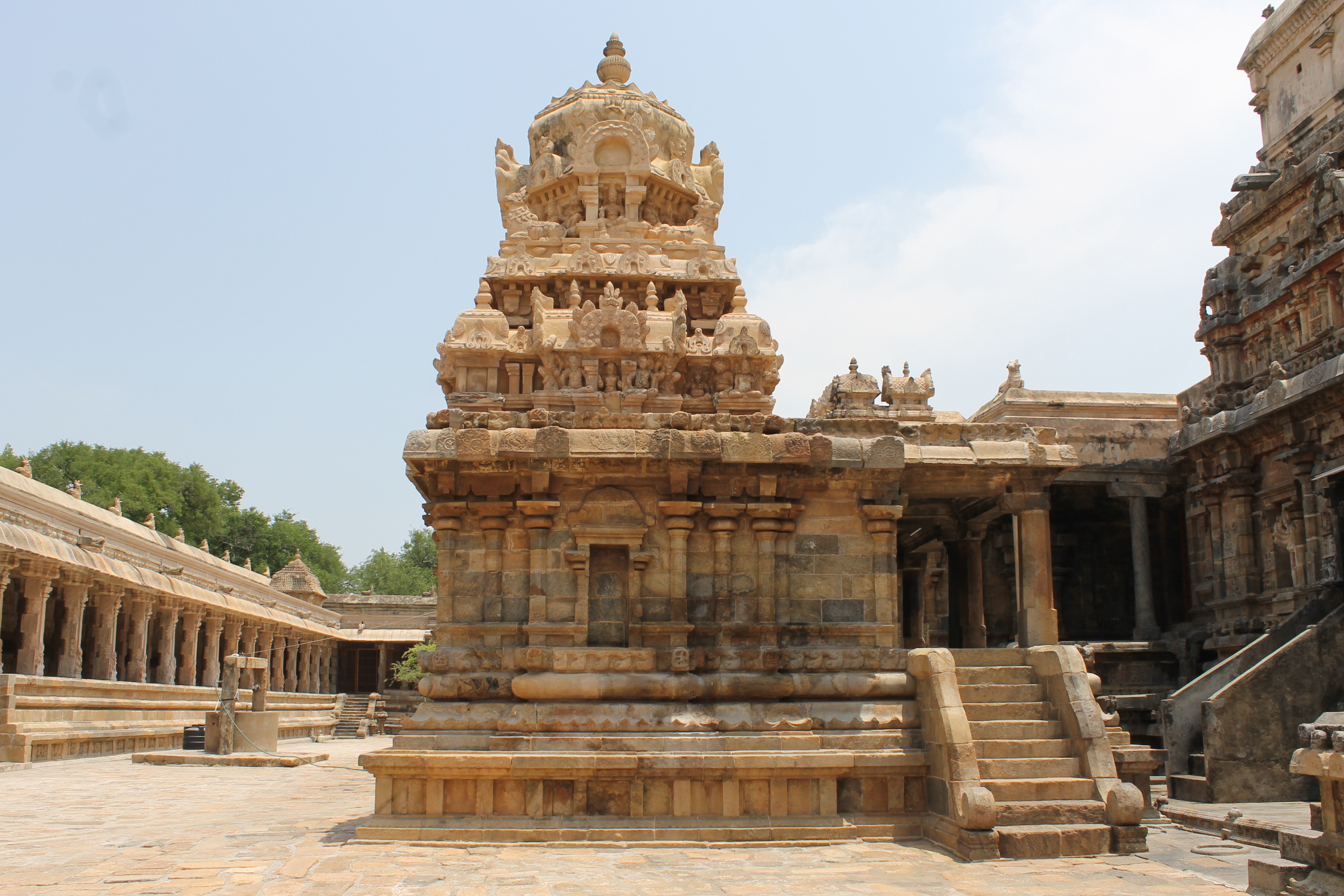
Der nördliche Vorbau

Am Haupttempel angrenzend befindet sich ein kleiner Anbau. Das Goupram, im Wesentlichen identisch mit der des Haupttempel, hat drei Ebenen, die Nischen enthalten Devi-Figuren. Verankert auf beiden Seiten eines improvisierten Tores, stehen zwei Dvarapala die eine kaumari in den Händen halten. Von besonderem religiösen Interesse ist der Sarabeswara-Schrein, der Shiva als Sarabhamurti geweiht ist. Es wird angenommen, dass hier eine Form von Shiva dargestellt wird, in der er das Gesicht eines Löwen und den Körper eines Vogels hat und Narasimhamurti auf dem Schoß trägt. Dieser Avatar dient hauptsächlich dazu, den grausamen Gott Narasimha zu beruhigen, nachdem er Hiranyakashipu getötet hatte. Einigen Gelehrten zufolge könnte der Sarabeswara-Kult von diesem Tempel ausgegangen sein. Der Sarabha-Kult repräsentiert eine Phase, in der durch den Shivaismus dominierte Vishnu-Kult, durch Sarabha symbolisiert wurde, der das Grausame und Ungebändigte unterwirft, hier verkörpert durch eine Inkarnation des Gottes Vishnu.
In der südwestlichen Ecke des Tempelhofes befindet sich ein Mandapa, bestehend aus vier Schreinen; einer von ihnen trägt eine Yama-Figur, ein anderer Bilder der sapthamathas (der sieben himmlischen Nymphen).

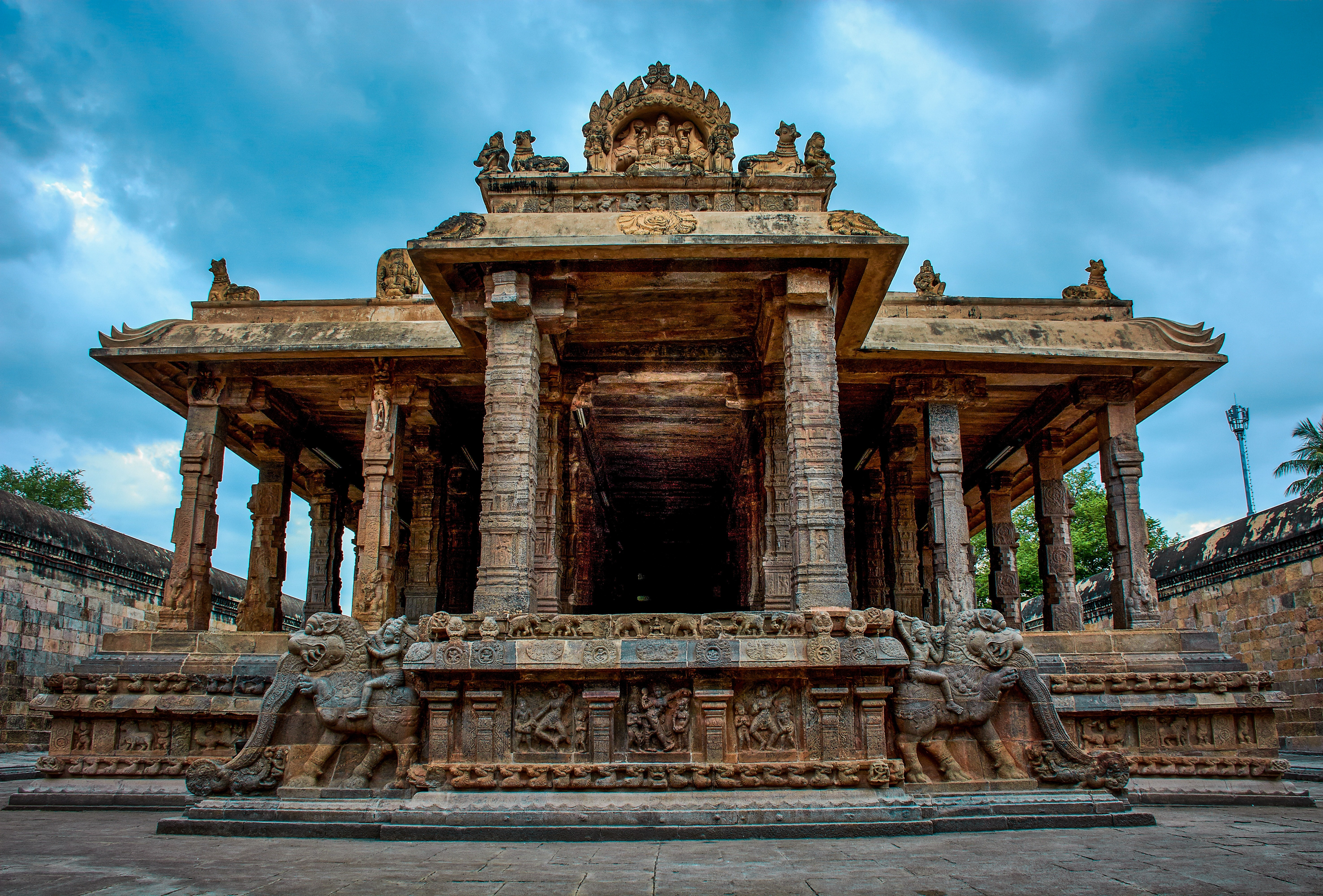
Periyanayaki Tempel

Etwa 50 m von der Umfassungsmauer entfernt, liegt nach Norden ein Periyanayaki Amman-Tempel, der Devi, der Gemahlin von Shiva gewidmet ist. Dieser kleine Tempel ist ebenfalls auf einer Fläche von etwa 70 × 25 Meter durch eine eigene Mauer geschützt. Die Säulen der Vorhalle sind weniger dekorativ gefertigt als der zur gleichen Zeit errichtete Haupttempel, aber dafür beeindruckt das üppige Zierrat am Goupram. Dieses Heiligtum wurde unter Kulothunga III. gebaut und in der Nayaka-Zeit umfassend modifiziert.